# Mike Dalhuisen
Mike Dalhuisen (* 24. Januar 1989 in Nijmegen) ist ein niederländischer Eishockeyspieler, der seit 2024 bei den Tilburg Trappers in der deutschen Oberliga Nord unter Vertrag steht.

## Karriere
Mike Dalhuisen begann seine Karriere als Eishockeyspieler in der kanadischen Provinz Ontario, wo er seit 2003 für verschiedene Juniorenteams spielte. 2005 wurde er von den Erie Otters in der sechsten Runde der OHL Priority Selection gedraftet, aber letztendlich nicht verpflichtet. 2006 wechselte er in die Vereinigten Staaten und spielte dort für Chicago Steel und die Lincoln Stars in der United States Hockey League, die – obwohl die wichtigste Juniorenliga der USA – im Gegensatz zu den kanadischen Top-Juniorenligen eine reine Amateurveranstaltung ist. 2009 wurde er für das All-Star-Game der USHL nominiert. Von 2009 bis 2013 studierte er an der Quinnipiac University und spielte für das Universitätsteam Bobcats in der ECAC Hockey, einer Liga der Stufe I der National Collegiate Athletic Association. Anschließend wurde er von den Bridgeport Sound Tigers aus der American Hockey League verpflichtet, kam dort aber lediglich zu vier Einsätzen und spielte stattdessen überwiegend für deren Farmteam Stockton Thunder, bevor er im Saisonverlauf an die Cincinnati Cyclones, die wie Stockton Thunder in der ECHL spielen, transferiert wurde. Mit den Cyclones erreichte er durch einen Sieg im Finale der Eastern Conference gegen die Greenville Road Warriors die Finalserie um den Kelly Cup, die jedoch mit 2:4 Siegen gegen die Alaska Aces verloren ging. Im Anschluss wechselte er zu den Texas Stars und damit in die AHL zurück, wurde aber auch von deren Farmteam, den Idaho Steelheads aus der ECHL eingesetzt.
Nach der Saison 2014/15 kehrte Dalhuisen nach Europa zurück, als er sich im Juni 2015 Esbjerg Energy aus der dänischen Metal Ligaen anschloss. Mit dem Klub wurde er auf 2016 auf Anhieb dänischer Meister. Nach diesem Erfolg wechselte er zum kasachischen Klub Torpedo Ust-Kamenogorsk in die russische Wysschaja Hockey-Liga, zwei Jahre später zum EC Bad Nauheim. 2019 wechselte er in die slowakische Extraliga, wo er zunächst beim HK Dukla Michalovce und seit Januar 2020 beim HK Poprad spielte. Im Februar 2022 wechselte er zum EC Red Bull Salzburg in die Österreichische Eishockey-Liga, die er mit dem Klub auf Anhieb gewann. Nach Stationen beim HC Bozen und dem Gyergyói HK verbrachte er den Nordhalbkugelsommer 2024 bei den Sydney Ice Dogs in der Australian Ice Hockey League. Seit Herbst 2024 spielt er bei den Tilburg Trappers in der deutschen Oberliga Nord.

### International
Dalhuisen nahm mit der niederländischen Mannschaft bei den U-18-Weltmeisterschaften 2006 und 2007 sowie den U-20-Weltmeisterschaften 2006, 2007 und 2008, als er mit der besten Plus/Minus-Bilanz des Turniers, als zweitbester Torvorbereiter hinter dem Esten Maksim Brandis und gemeinsam mit dem Spanier Juan Muñoz drittbester Scorer hinter Brandis und dessen Landsmann Anton Perov auch zum besten Abwehrspieler des Turniers gewählt wurde, jeweils in der Division II teil.
Mit der Herren-Nationalmannschaft seines Landes nahm er an den Weltmeisterschaften der Division I in den Jahren 2010, 2011 und 2012, als er in das All-Star-Team des Turniers berufen wurde und bester Scorer unter den Abwehrspielern war, teil. Zudem vertrat er seine Farben bei der Olympiaqualifikation für die Spiele in Pyeongchang 2018.

## Erfolge und Auszeichnungen
- 2009 Teilnahme am USHL All-Star Game
- 2016 Dänischer Meister mit Esbjerg Energy
- 2022 Österreichischer Meister mit dem EC Red Bull Salzburg

### International
- 2007 Aufstieg in die Division I bei der U18-Weltmeisterschaft der Division II, Gruppe A
- 2008 Bester Verteidiger der U20-Weltmeisterschaft der Division II, Gruppe B
- 2008 Beste Plus/Minus-Bilanz der U20-Weltmeisterschaft der Division II, Gruppe B
- 2012 All-Star-Team der Weltmeisterschaft der Division I, Gruppe B